# Saetosoma filiembolus
Genre
Espèce
Saetosoma filiembolus, unique représentant du genre Saetosoma, est une espèce éteinte d'araignées aranéomorphes de la famille des Tetrablemmidae.

## Distribution
Cette espèce a été découverte dans de l'ambre de Birmanie. Elle date du Crétacé.

## Publication originale
- (en) Wunderlich, 2012 : On the fossil spider (Araneae) fauna in Cretaceous ambers, with descriptions of new taxa from Myanmar (Burma) and Jordan, and on the relationships of the superfamily Leptonetoidea. Beiträge zur Araneologie, vol. 7, p. 157–232.